# 유순철
유순철(1937년 8월 4일 ~ )은 대한민국의 배우이다.

## 드라마
- 1980년 KBS1 《파천무》- 조항 역
- 1982년 KBS1 《풍운》- 선비/사헌부 군관/백성 역
- 1982년 KBS1 《우둥불》- 타마시카 토모타케 역
- 1984년 KBS1 《독립문》 - 이채연 역
- 1984년 KBS2 《간호병동》
- 1985년 KBS1 《광장》
- 1986년 KBS1 《멀고먼 사람들》
- 1986년 KBS1 《원효대사》
- 1987년 KBS1 《환멸을 찾아서》
- 1988년 KBS1 《토지》- 강우규 역
- 1989년 KBS2 《사랑의 굴레》
- 1989년 KBS1 《조명하》
- 1989년 KBS2 《형사 25시》
- 1989년 KBS2 《달빛가족》
- 1990년 KBS2 《빙점》
- 1990년 KBS2 《겨울 나그네》
- 1990년 KBS2 《파천무》
- 1990년 KBS1 《바람소리》- 삼돌 역
- 1990년 KBS1 《어머니의 노래》
- 1990년 KBS1 《서울뚝배기》
- 1990년 KBS1 《왕조의 세월》
- 1990년 KBS2 《머슴아와 가이내》
- 1991년 KBS1 《왕도》
- 1991년 KBS2 《아스팔트 내고향》
- 1991년 KBS2 《형》
- 1992년 KBS1 《삼국기》- 맞배 역
- 1992년 KBS2 《적색지대》
- 1993년 KBS2 《일월》
- 1993년 KBS1 《먼동》
- 1993년 KBS1 《달빛 고향》
- 1993년 ~ 1994년 KBS2 《신 손자병법》
- 1994년 KBS2 《한명회》- 도인/허침 역
- 1994년 KBS2 《미스터리멜로 - 금요일의 여인》
- 1995년 KBS2 《땅울림》
- 1995년 EBS1 《언제나 푸른 마음》
- 1995년 KBS2 《서궁》
- 1995년 KBS1 《김구》
- 1995년 KBS1 《찬란한 여명》- 압리 역
- 1995년 MBC 《제4공화국》- 백인준 역
- 1996년 KBS2 《조광조》- 임사홍 역
- 1996년 SBS 《안중근》- 가츠라 타로 역
- 1996년 SBS 《임꺽정》- 도사 노인 역
- 1996년 KBS1 《용의 눈물》- 이홍무/백성 역
- 1997년 KBS2 《첫사랑》
- 1998년 ~ 2000년 KBS1《왕과 비》- 졸곡관 역
- 2000년 KBS2 《꼭지》
- 2000년 KBS1 《태조 왕건》
- 2001년 SBS 《여인천하》
- 2001년 KBS2 《동양극장》
- 2002년 KBS2 《명성황후》- 이유원 역
- 2002년 KBS2 《태양인 이제마》
- 2003년 SBS 《야인시대》- 공창수 역
- 2003년 KBS1 《무인시대》- 임종식/귀법사 주리/신라 촌로 역
- 2004년 KBS1 《불멸의 이순신》- 김 노인 역
- 2004년 SBS 《장길산》
- 2006년 KBS1 《서울 1945》
- 2006년 KBS1 《대조영》- 포로 역
- 2007년 SBS 《칼잡이 오수정》- 보석 세공사 역
- 2007년~2008년 SBS 《왕과 나》- 김상선 역
- 2008년 KBS2 《대왕 세종》- 고려 신하 역
- 2008년 SBS《식객》
- 2008년 KBS2 《최강칠우》
- 2008년 MBC 《에덴의 동쪽》
- 2009년 MBC 《지붕뚫고 하이킥》 - 정순철 역
- 2013년 MBC 《백년의 유산》 - 엄씨네 종중어른 역
- 2014년 KBS2 《조선 총잡이》 - 노인 역
- 2014년~2015년 MBC 《오만과 편견》 - 폐지 줍는 할아버지 역
- 2015년 OCN 《실종느와르 M》 - 사진사 역
- 2019년 tvN 《쌉니다 천리마트》

## 영화
- 1963년 고려장
- 1977년 이어도
- 1979년 수녀
- 1993년 그 섬에 가고 싶다
- 1994년 영원한 제국